# Erklärung der Pflichten und Rechte der Journalistinnen und Journalisten
Die Erklärung der Pflichten und Rechte der Journalistinnen und Journalisten sind die journalisch-ethischen Regeln des Schweizer Presserates. Sie werden durch die Richtlinien ergänzt.
Die Erklärung wurde im Dezember 1999 verabschiedet und 2008 revidiert.
Die Präambel beginnt mit dem Satz: „Das Recht auf Information, auf freie Meinungsäusserung und auf Kritik ist ein grundlegendes Menschenrecht.“